# Arrondissement d'Avignon
Pour les articles homonymes, voir Avignon (homonymie).
L'arrondissement d'Avignon est une division administrative française, située dans le département de Vaucluse, en région Provence-Alpes-Côte d'Azur.

## Composition

### Composition de1926à2017
- Le canton d'Avignon-Est (création en 1973), qui regroupait une partie de la commune d'Avignon ainsi que :

Morières-lès-Avignon (anciennement dénommée Morières et anciennement rattachée à l'ancien canton d'Avignon-Nord)
- Le canton d'Avignon-Nord, qui regroupait une partie de la commune d'Avignon ainsi que :

Le Pontet
- Le canton d'Avignon-Ouest (création en 1973), limité à une partie de la commune d'Avignon.

- Le canton d'Avignon-Sud, limité à une partie de la commune d'Avignon.

- Le canton de Bédarrides, qui regroupait 4 communes :

Bédarrides, Courthézon, Sorgues et Vedène
- Le canton de Bollène, qui regroupait 7 communes :

Bollène, Lagarde-Paréol, Lamotte-du-Rhône (anciennement dénommée Lamotte), Lapalud (anciennement dénommée La Palud), Mondragon, Mornas et Sainte-Cécile-les-Vignes (anciennement dénommée Sainte-Cécile).
- Le canton de L'Isle-sur-la-Sorgue, qui regroupait 9 communes :

L'Isle-sur-la-Sorgue (anciennement dénommée L'Isle), Cabrières-d'Avignon (anciennement dénommée Cabrières), Châteauneuf-de-Gadagne, Jonquerettes, Lagnes, Saint-Saturnin-lès-Avignon, Saumane-de-Vaucluse (anciennement dénommée Saumane), Le Thor et Fontaine-de-Vaucluse (anciennement dénommée Vaucluse).
- Le canton d'Orange-Est, qui regroupait 7 communes :

Orange (partiellement), Camaret-sur-Aigues (anciennement dénommée Camaret), Jonquières, Sérignan-du-Comtat (anciennement dénommée Sérignan), Travaillan, Uchaux et Violès.
- Le canton d'Orange-Ouest, qui regroupait 4 communes :

Orange (partiellement), Caderousse, Châteauneuf-du-Pape (anciennement dénommée Châteauneuf-Calcernier) et Piolenc.
- Le canton de Valréas, inchangé en 2015, qui regroupe 4 communes :

Valréas, Grillon, Richerenches (autrefois dénommée Richerenche) et Visan.

### Composition depuis 2017
Depuis 2015, le nombre de communes des arrondissements varie chaque année soit du fait du redécoupage cantonal de 2014 qui a conduit à l'ajustement de périmètres de certains arrondissements, soit à la suite de la création de communes nouvelles. Le nombre de communes de l'arrondissement d'Avignon est ainsi de 37 en 2015, 37 en 2016, 17 en 2017 et 16 en 2021.
Au 1er janvier 2024, l'arrondissement groupe les 16 communes suivantes :
1. Avignon
2. Bédarrides
3. Caumont-sur-Durance
4. Châteauneuf-de-Gadagne
5. Entraigues-sur-la-Sorgue
6. Fontaine-de-Vaucluse
7. L'Isle-sur-la-Sorgue
8. Jonquerettes
9. Morières-lès-Avignon
10. Le Pontet
11. Saint-Saturnin-lès-Avignon
12. Saumane-de-Vaucluse
13. Sorgues
14. Le Thor
15. Vedène
16. Velleron

## Démographie
En 2022, l'arrondissement comptait 213 587 habitants.
| 1968    | 1975    | 1982    | 1990    | 1999    | 2006    | 2011    | 2016    | 2021    |
| ------- | ------- | ------- | ------- | ------- | ------- | ------- | ------- | ------- |
| 208 560 | 226 669 | 244 863 | 259 945 | 269 828 | 288 611 | 291 876 | 214 340 | 210 535 |

| 2022    | - | - | - | - | - | - | - | - |
| ------- | - | - | - | - | - | - | - | - |
| 213 587 | - | - | - | - | - | - | - | - |

## La réforme de 1926
De 1800 (an VIII) à 1926, la composition de l'arrondissement était différente :
- ancien canton d'Avignon-Nord (fraction d'Avignon) et Morières-lès-Avignon)
- ancien canton d'Avignon-Sud (limité à une fraction d'Avignon)
- canton de Bédarrides,
- canton de Cavaillon (rattaché en 1926 à l'arrondissement d'Apt),
- canton de L'Isle-sur-la-Sorgue,

Il existait jusque-là un arrondissement d'Orange, supprimé à cette occasion, duquel furent détachés 4 cantons, rattachés à l'arrondissement d'Avignon (les 3 autres étant réunis à l'arrondissement de Carpentras) :
- canton de Bollène,
- canton d'Orange-Est,
- canton d'Orange-Ouest,
- canton de Valréas.